# Yutaka Abe
Pour les articles homonymes, voir Abe.
Yutaka Abe (阿部豊, Abe Yutaka), né le 2 février 1895 et mort le 3 janvier 1977 à Kyoto, est un réalisateur et acteur japonais.

## Biographie
Après avoir joué des seconds rôles à Hollywood sous le nom de Jack Abbe (阿部ジャック, Abe Jakku), il retourne au Japon en 1925 où il réalise des films pour la Nikkatsu.
Yutaka Abe a réalisé près de cent films entre 1925 et 1961.

## Filmographie

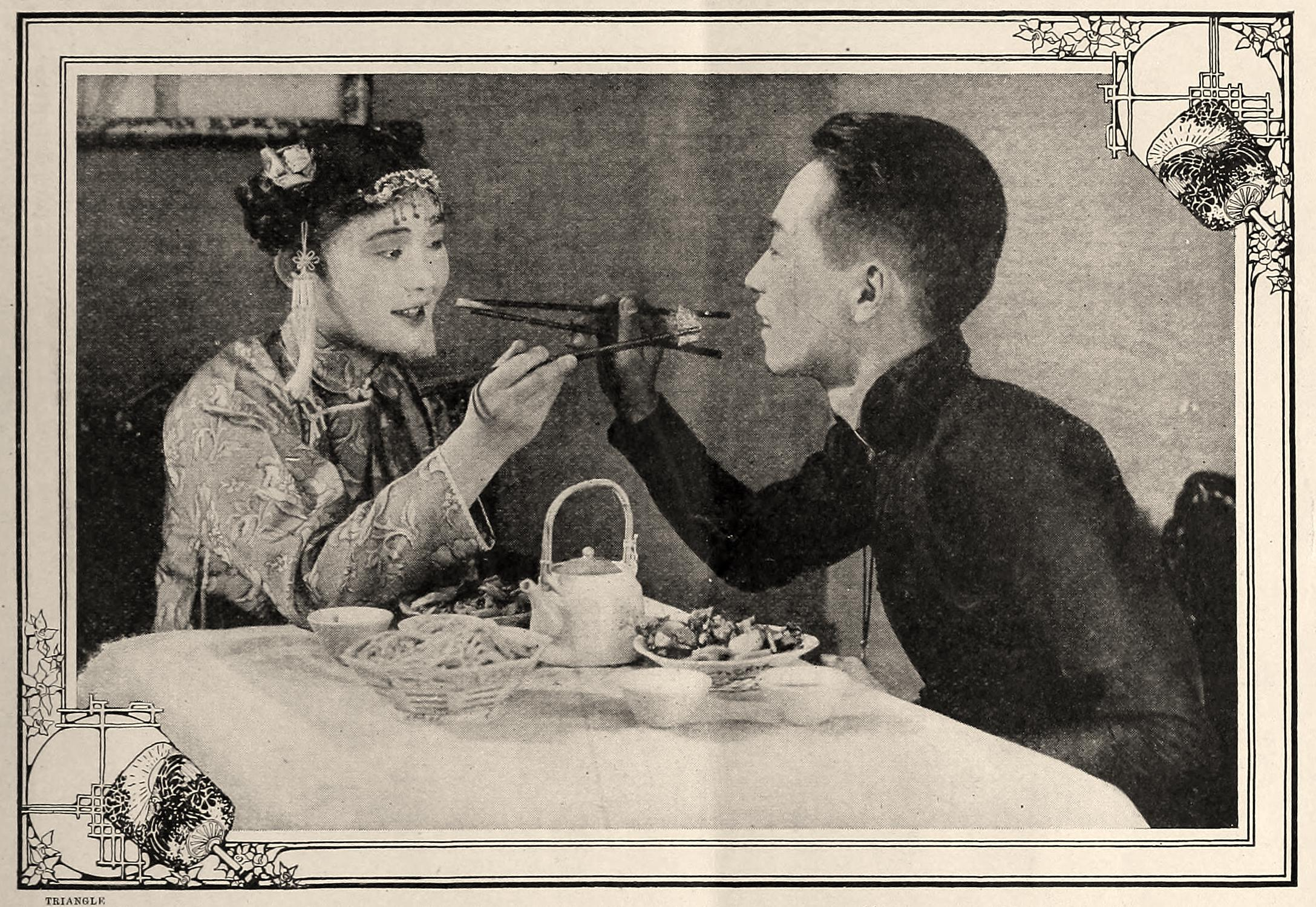
Yutaka Abe dans Mystic Faces (1919).

### Comme acteur
- 1915 : Forfaiture (The Cheat) de Cecil B. DeMille : le valet de Tori
- 1918 : Her American Husband de E. Mason Hopper : Kato Nakamura
- 1918 : Who Is to Blame? de Frank Borzage : Taro San
- 1918 : Mystic Faces de E. Mason Hopper : Yano
- 1919 : The Pagan God de Park Frame : Wong
- 1919 : The Tong Man de William Worthington : Lucero
- 1920 : La Légende du saule (The Willow Tree) de Henry Otto : Nogo
- 1921 : What Ho, the Cook de Rowland V. Lee : What Ho
- 1921 : A Tale of Two Worlds de Frank Lloyd : The Worm
- 1921 : Lotus Blossom de Francis J. Grandon : Quong Sung

### Comme réalisateur

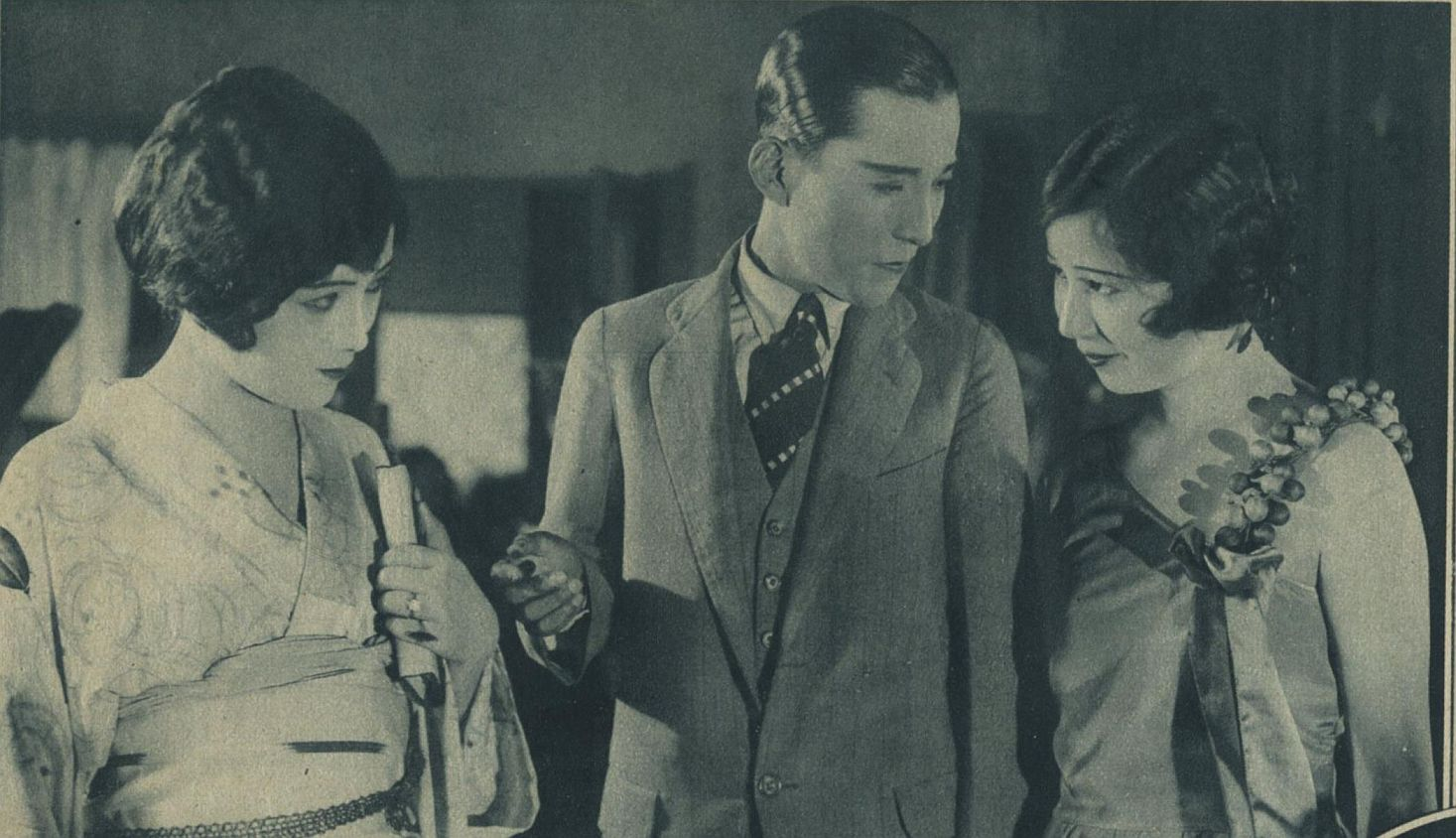
Kumeko Urabe, Tokihiko Okada et Shizue Natsukawa dans La Maison de poupée (1927).

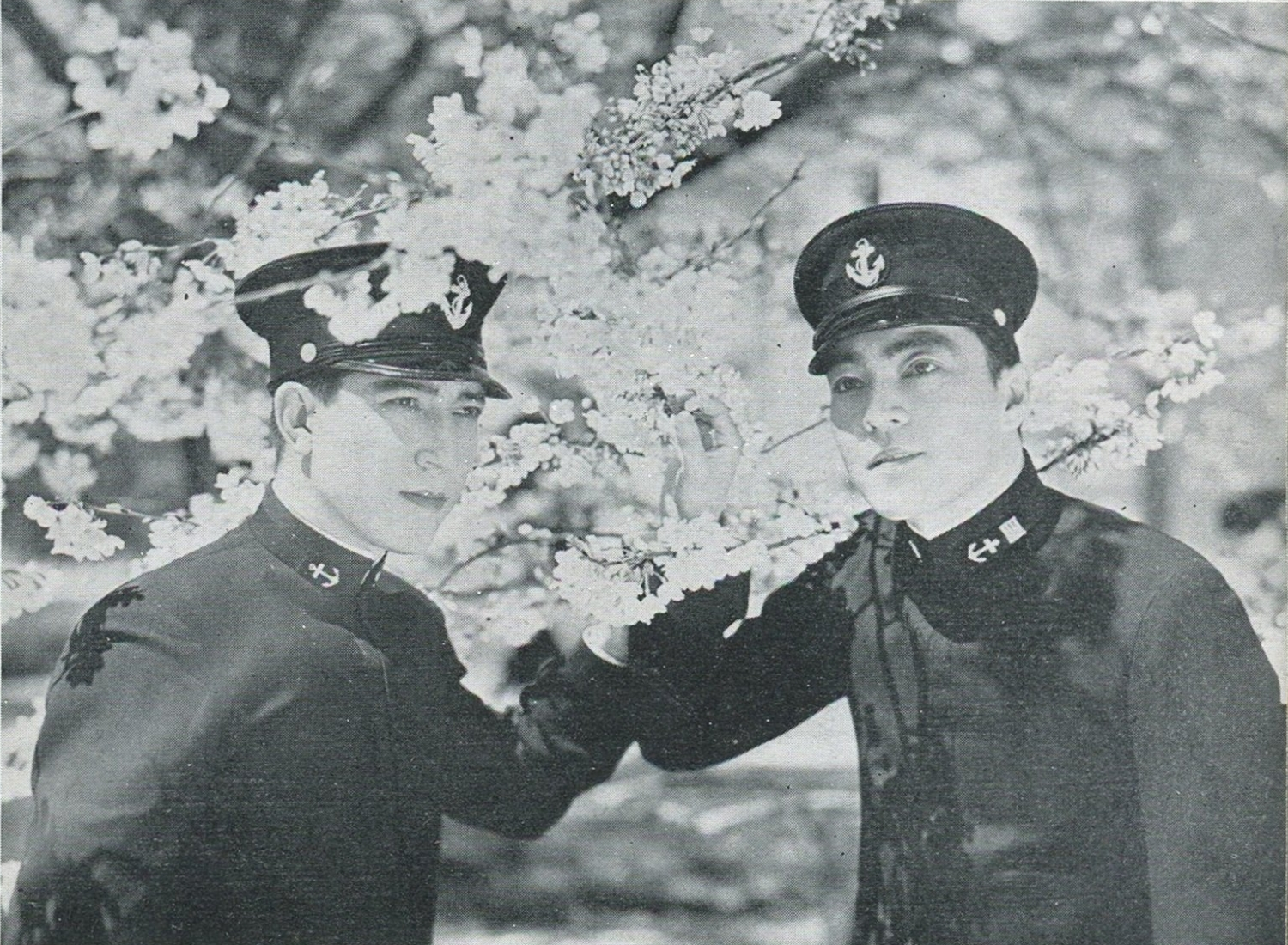
Ureo Egawa et Jōji Oka dans Le Grand Japon pays de mer (1935).

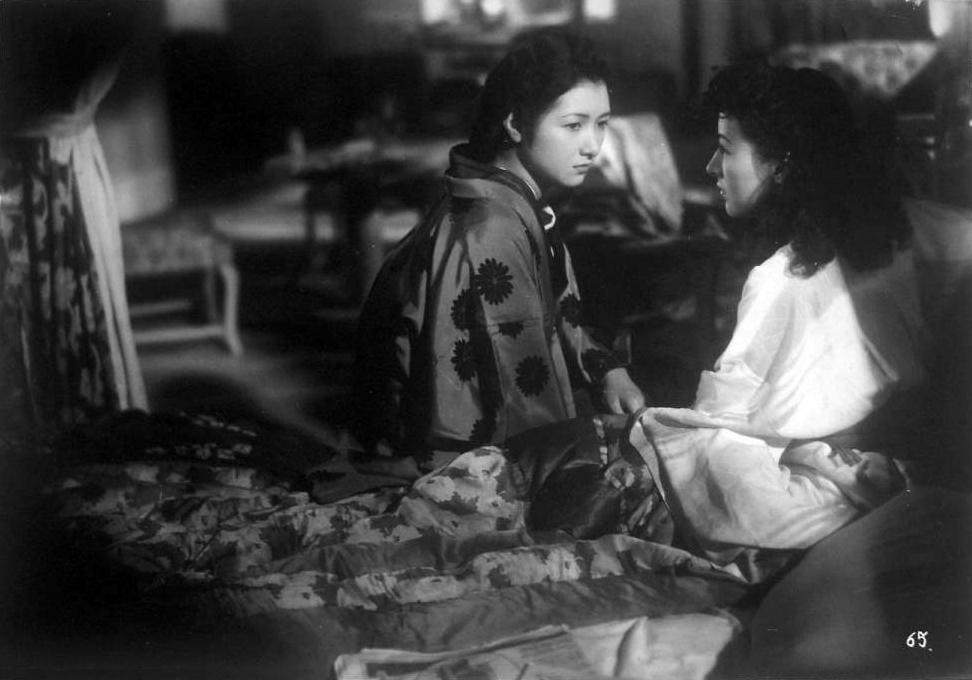
Hideko Takamine et Yumeko Aizome dans L'Amour avec les étoiles (1947).

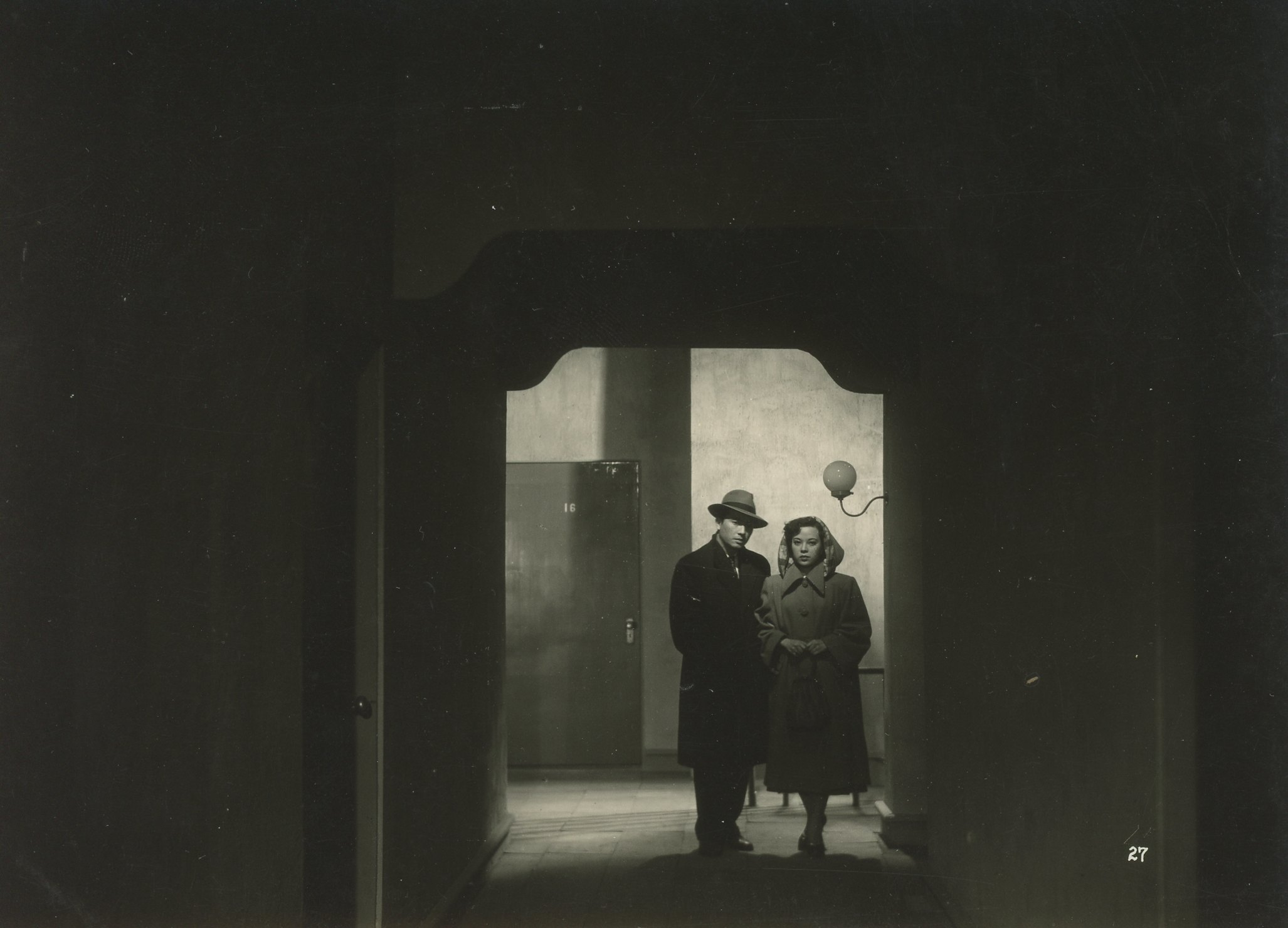
Masao Wakahara et Yoshiko Ōtaka dans L'Étoile filante (1949).

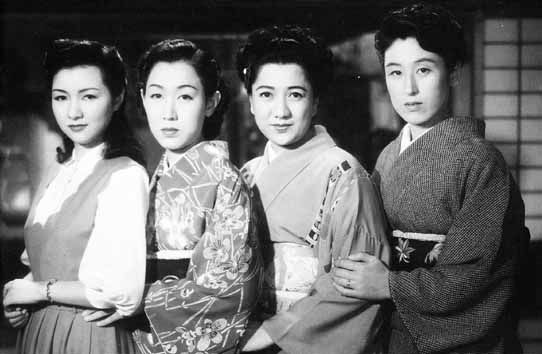
Hideko Takamine, Hisako Yamane, Yukiko Todoroki et Ranko Hanai dans Quatre sœurs (1950).

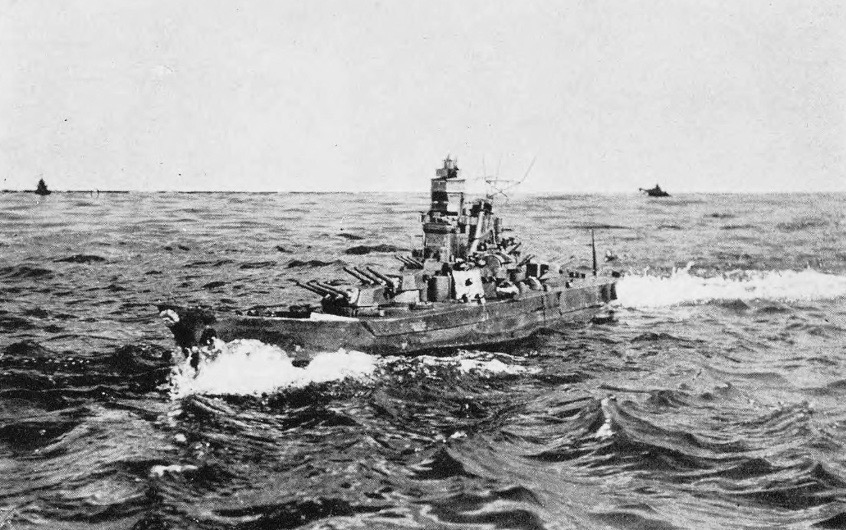
Le Cuirassé Yamato (1953).

Sauf indication contraire, les titres en français se basent sur la filmographie de Yutaka Abe dans l'ouvrage Le Cinéma japonais de Tadao Satō.

#### Années 1920
- 1925 : Pour l'école de la mère (母校の為めに, Bokō no tameni?)
- 1925 : Le Cœur du conquérant (覇者の心, Hasha no kokoro?)
- 1925 : Recueil de petits films (小品映画集 パン, Shōhin eiga-shū: Pan?)
- 1926 : La Lumière de l'amour d'une nouvelle vie (新生の愛光, Shinsei no aikō?)
- 1926 : Ma femme est si mignone ! (女房可愛や, Nyōbō kawaiya?)
- 1926 : Setsujoku no hi (雪辱の日, Le Jour de la revanche?)
- 1926 : Kyōkō to Shizuko (京子と倭文子?)
- 1926 : Les Sages du monde (世界の智恵者, Sekai no chiemono?)
- 1926 : La Sirène du continent (陸の人魚, Riku no ningyo?)
- 1926 : La Femme qui a touché les jambes (足にさはった女, Ashi ni sawatta onna?)[3]
- 1926 : Les Nouvelles Îles japonaises (新日本島 前後篇, Shin Nippontō?)
- 1927 : Cinq femmes autour de lui (彼を繞る五人の女, Kare o meguru gonin no onna?)
- 1927 : Artiste ambulant (旅芸人, Tabi geinin?) coréalisé avec Yasunaga Higashibōjō (ja)
- 1927 : La Maison de poupée (人形の家, Ningyō no ie?)[4]
- 1927 : Le Cadavre silencieux (屍は語らず, Shikabane wa katarazu?)
- 1928 : Récit du remariage de la belle et de son promis (花嫁花婿再婚記, Hanayome hanamuko saikonki?)
- 1928 : La Terre tourne II (地球は廻る 第二部 現代篇, Chikyu wa mawaru: Dainibu Gendai hen?)
- 1928 : Haha izuko (母いづこ?)
- 1929 : Toutes sortes de femmes rivalisant de leurs charmes (競艶女さまざま, Kyōen onna samazama?)
- 1929 : Les Fleurs du mandarinier sauvage (からたちの花, Karatachi no hana?)[5]
- 1929 : La Rose pâle (蒼白き薔薇, Aojiroki bara?)[6]
- 1929 : Extrême vigilance (非常警戒, Hijō keikai?)

#### Années 1930
- 1930 : Orgueil de femme (女性誉, Josei homare?)
- 1930 : Ciel dégagé sur le Japon (日本晴れ, Nihonbare?)
- 1930 : Trois mères (母三人, Haha sannin?)
- 1930 : Nikkatsu à la parade (日活オンパレード, Nikkatsu on paredo?)
- 1931 : Nikkatsu à la mode (日活アラモード, Nikkatsu aramōdo?)
- 1931 : Goal in (ゴールイン, Gōruin?)
- 1932 : Le Quai du Paradis (天国の波止場, Tengoku no hatoba?)
- 1932 : Bible moderne (もだん聖書 当世立志読本巻一, Modan seisho: Tōsei risshi tokuhon kan'ichi?)
- 1933 : La Lumière - Avec le péché (光・罪と共に, Hikari: Tsumi to tomoni?)
- 1933 : Les Vagues de Suma (須磨の仇浪, Suma no adanami?)
- 1933 : Le Nouveau Ciel I (新しき天 前篇, Atarashiki ten: Zenpen?)
- 1933 : Le Nouveau Ciel II (新しき天 後篇, Atarashiki ten: Kōhen?)
- 1934 : Le Quai du cœur (心の波止場, Kokoro no hatoba?)
- 1934 : La Ville de fer (鉄の街, Tetsu no machi?)
- 1934 : Essai de vie séparée d'un jeune couple (若夫婦試験別居, Wakafūfu shiken bekkyo?)
- 1934 : Tajō būsshin (多情仏心?)
- 1935 : Nichizō getsuzō (日像月像?)
- 1935 : Le Grand Japon pays de mer (海国大日本, Kaikoku Dainippon?)
- 1935 : La Ligne d'horizon verte I (緑の地平線 前篇, Midori no chiheisen: Zenpen?)
- 1935 : La Ligne d'horizon verte II (緑の地平線 後篇, Midori no chiheisen: Kōhen?)
- 1936 : Une beauté en robe blanche (白衣の佳人, Hakui no kajin?)
- 1936 : Récit d'amour et de mariage : version amour (恋愛と結婚の書 恋愛篇, Ren'ai to kekkon no sho: Ren'ai hen?)
- 1936 : Récit d'amour et de mariage : version mariage (恋愛と結婚の書 結婚篇, Ren'ai to kekkon no sho: Kekkon hen?)
- 1937 : Feux croisés (十字砲火, Jūji hōka?), coréalisé avec Tsutomu Shigemune et Shirō Toyoda
- 1938 : Les Enfants du soleil (太陽の子, Taiyō no ko?)[7]
- 1938 : La Pimprenelle I (吾亦紅 前篇, Waremoko: Zenpen?)
- 1939 : La Pimprenelle II (吾亦紅 後篇, Waremoko: Kōhen?)
- 1939 : Le Professeur (ロッパの頬白先生, Roppa no Hōjiro-sensei?)
- 1939 : La Classe des femmes - À l'école - Les Sept images (女の教室・学校の巻 七つの俤, Onna no kyōshitsu: Gakkō no maki: Nanatsu no omokage?)
- 1939 : L'Enfant et le Soldat (子供と兵隊, Kodomo to heitai?)
- 1939 : La Classe des femmes II (女の教室 中・後篇, Onna no kyōshitsu: Kōhen?)

#### Années 1940
- 1940 : Le Ciel en flammes (燃ゆる大空, Moyuru ōzora?)
- 1942 : Les Guirlandes des mers du Sud (南海の花束, Nankai no hanataba?)
- 1944 : Tirez sur ce drapeau ! (あの旗を撃て－コレヒドールの最後－, Ano hata o ute?)
- 1945 : Chante soleil ! (歌へ！太陽, Utae! Taiyō?)
- 1946 : Mon tonton (僕の父さん, Boku no ojisan?)
- 1947 : L'Amour avec les étoiles (愛よ星と共に, Ai yo hoshi to tomo ni?)
- 1948 : La Belle-du-soir du ciel (天の夕顔, Ten no yūgao?)
- 1949 : L'Étoile filante (流星, Ryūsei?)
- 1949 : Le Visage de la grande ville (大都会の顔, Daitokai no kao?)

#### Années 1950
- 1950 : Quatre sœurs (細雪, Sasameyuki?)[8]
- 1950 : Le Parfum de l'amour (愛染香, Aizenka?)
- 1951 : Jambes entraperçues (覗かれた足, Nozokareta ashi?)
- 1951 : La Mère venue de la Lune (月よりの母, Tsuki yori no haha?)
- 1952 : Le Serment du ciel (大空の誓い, Ōzora no chikai?)
- 1952 : J'étais prisonnier de guerre en Sibérie (私はシベリヤの捕虜だった, Watashi wa Shiberiya no horyo datta?) coréalisé avec Toshio Shimura (ja)
- 1952 : Huit filles sur un bateau (乙女の本能 ボート８人娘, Otome no honnō: Bōto hachinin musume?)
- 1953 : Un château nommé femme - Mari (女といふ城 マリの巻, Onna to iu shiro: Mari no maki?)
- 1953 : Un château nommé femme - Yuko (女といふ城 夕子の巻, Onna to iu shiro: Yuko no maki?)
- 1953 : La ville où sont les amoureux (恋人のいる街, Koibito-tachi no iru machi?)
- 1953 : Le Cuirassé Yamato (戦艦大和, Senkan Yamato?)[9]
- 1954 : Révolte (叛乱, Hanran?), film commencé par Shin Saburi
- 1954 : L'Incendie du château d'Edo (春色お伝の方 江戸城炎上, Shunshuku Oden no kata: Edo-jō enjō?)
- 1954 : Le Japon n'est pas détruit (日本敗れず, Nihon yaburezu?)
- 1955 : Seishun kaidan (青春怪談?)
- 1955 : Hana shinju (花真珠?)
- 1956 : La Huitième Cellule (第８監房, Daihachi kanbō?)
- 1956 : Confession amoureuse (色ざんげ, Iro zange?)
- 1956 : La Contrebande de la chair (肉体の密輸, Nikutai no mitsuyu?)
- 1957 : Le Dernier Assaut (最後の突撃, Saigo no totsugeki?)
- 1957 : Madame (マダム, Madamu?)
- 1957 : La Jeune Fille aux pieds nus (素足の娘, Suashi no musume?)
- 1957 : Fleur femelle (雌花, Mebana?)
- 1958 : Shundeini (春泥尼?)
- 1958 : Le Canal (運河, Unga?)
- 1958 : Le Désert de Ginza (銀座の砂漠, Ginza no sabaku?)
- 1958 : Le Vent d'Osaka (大阪の風, Ōsaka no kaze?)
- 1959 : La Femme masquée (仮面の女, Kamen no onna?)
- 1959 : Le Fer à deux canons (二連銃の鉄, Nirenjū no Tetsu?)
- 1959 : La Saison de l'inconstance (浮気の季節, Uwaki no kisetsu?)

#### Années 1960
- 1960 : La Loi pleine de blessures (傷だらけの掟, Kizudarake no okite?)
- 1960 : L'Évadé tranquille (静かな脱獄者, Shizukana datsugokusha?)
- 1961 : Histoire d'un succès (大出世物語, Daishusse monogatari?)
- 1961 : Le Matin de la vie (いのちの朝, Inochi no asa?)

## Distinctions

### Récompenses
- 1926 : la revue Kinema Junpō place La Femme qui a touché les jambes en tête de son classement des dix meilleurs films japonais de l'année, La Sirène du continent pointe à la troisième place[10]

### Sélections
- 1939 : Les Enfants du soleil est sélectionné en compétition pour la coupe Mussolini du meilleur film étranger à la Mostra de Venise[11]